# FC Barcelona Hoquei
FC Barcelona Hoquei to sekcja hokeja na rolkach katalońskiego klubu FC Barcelona. 
Sekcja została założona w 1942 roku, w czasie prezesury Enrique Piñeyro. Drużyna dwudziestokrotnie zdobywała europejskie puchary, co czyni ją najbardziej utytułowanym zespołem tej dyscypliny.

## Sukcesy
- Liga hiszpańska (OK Liga) (35): 1973/74, 1976/77, 1977/78, 1978/79, 1979/80, 1980/81, 1981/82, 1983/84, 1984/85, 1995/96, 1997/98, 1998/99, 1999/00, 2000/01, 2001/02, 2002/03, 2003/04, 2004/05, 2005/06, 2006/07, 2007/08, 2008/09, 2009/10, 2011/12, 2013/14, 2014/15, 2015/16, 2016/17, 2017/18, 2018/19, 2019/20, 2020/21, 2022/23, 2023/24, 2024/25
- Puchar Króla Hiszpanii (26): 1952/53, 1957/58, 1962/63, 1971/72, 1974/75, 1977/78, 1978/79, 1980/81, 1984/85, 1985/86, 1986/87, 1993/94, 1999/00, 2001/02, 2002/03, 2004/05, 2006/07, 2010/11, 2011/12, 2015/16, 2016/17, 2017/18, 2018/19, 2021/22, 2022/23, 2023/24
- Superpuchar Hiszpanii (15): 2004/05, 2005/06, 2007/08, 2008/09, 2011/12, 2012/13, 2013/14, 2014/15, 2015/16, 2017/18, 2019/20, 2021/22, 2022/23, 2023/24, 2024/25

- Puchar Europy (22): 1972/73, 1973/74, 1977/78, 1978/79, 1979/80, 1980/81, 1981/82, 1982/83, 1983/84, 1984/85, 1996/97, 1999/00, 2000/01, 2001/02, 2003/04, 2004/05, 2006/07, 2007/08, 2009/10, 2013/14, 2014/15, 2017/18
- Puchar CERS (1): 2005/06
- Puchar Zdobywców Pucharów (1): 1986/87
- Puchar Iberyjski (3): 1999/00, 2000/01, 2001/02
- Puchar Interkontynentalny (6): 1997/98, 2005/06, 2008/09, 2013/14, 2017/18, 2023/24
- Puchar Narodów (de Montreaux) (3): 1977/78, 1979/80, 1994/95
- Liga Katalonii (8): 1994/95, 1995/96, 1996/97, 1997/98, 2018/19, 2019/20, 2020/21, 2021/22
- Puchar Kontynentalny (18): 1980/81, 1981/82, 1982/83, 1983/84, 1984/85, 1985/86, 1997/98, 2000/01, 2001/02, 2002/03, 2004/05, 2005/06, 2006/07, 2007/08, 2008/09, 2010/11, 2015/16, 2018/19
- Mistrzostwo Katalonii (2): 1956/57, 1959/60

## Inne drużyny
- drużyna FC Barcelona B
- drużyna Juvenil
- drużyna Júnior
- drużyna Infantil